# Бессарабский проезд
Бессарабский проезд — проезд в Киеве. Пролегает от Большой Васильковской до Бассейной улицы.
Протяжённость 180 м.

## История
Снос нескольких домов по Красноармейской (современная Большая Васильковская) и Бассейной улицам для прокладывания нового проезда начался в 1986 году. Улица была проложена в 1-й половине 1990-х годов (уже в 1996 году по ней был пущен троллейбус) под названием Но́вый проезд.
В 2003 — 2024 годах проезд имел название в честь политического деятеля Павла Скоропадского.
8 февраля 2024 года Киевский городской совет переименовал улицу Павла Скоропадского в Бессарабский проезд во избежание дублирования названия с располагающийся рядом улицей Гетмана Павла Скоропадского.

## Транспорт
- Троллейбусы 8, 17
- Автобус 24
- Станция метро «Крещатик»
- Станция метро «Площадь Украинских Героев»

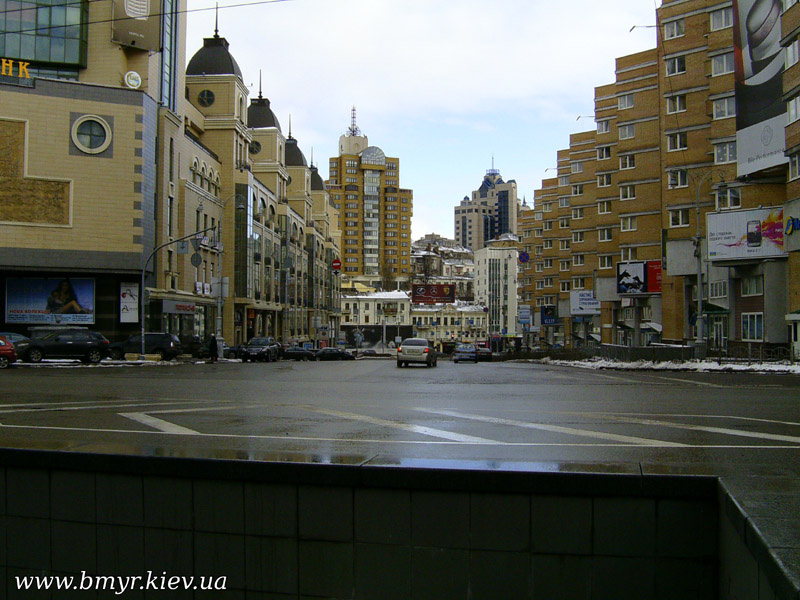
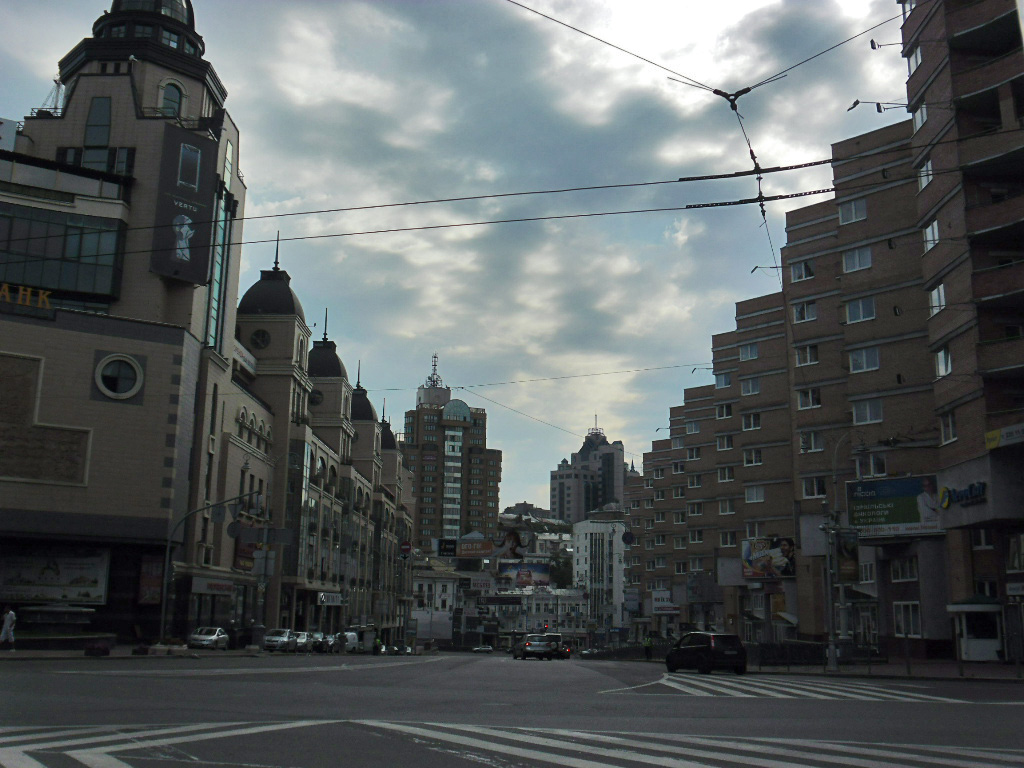

- Станция метро «Дворец спорта»